# Serie A2 de 2020-21 (basquetebol masculino)
A Temporada 2020-21 da Serie A2, também conhecida como Serie A2 Old Wild West por razões de patrocinadores, foi a 45ª edição da competição de secundária do basquetebol masculino da Itália segundo sua pirâmide estrutural. É organizada pela Lega Pallacanestro sob as normas da FIBA e é dividida em Grupo Verde e Grupo Vermelho.

## Clubes Participantes

#### Grupo Verde
| Clube                   | Cidade         | Arena                       | Capacidade |
| ----------------------- | -------------- | --------------------------- | ---------- |
| 2B Control Trapani      | Trapani        | Palaillio                   | 4.575      |
| Agribertocchi Orzinuovi | Orzinuovi      | Centro Sportivo San Filippo | 2 400      |
| Apu Old Wild West Udine | Údine          | PalaCarnera                 | 4 500      |
| BCC Treviglio           | Treviglio      | PalaFacchetti               | 2.880      |
| Bertram Tortona         | Tortona        | PalaOltrepò                 | 1.500      |
| Edilnol Biella          | Biella         | BiellaForum                 | 5.707      |
| Novipiù JB Monferrato   | Casale M.      | PalaFerraris                | 3.508      |
| Orlandina Basket        | Capo d'Orlando | PalaFantozzi                | 3.613      |
| Pallacanestro Mantova   | Mantova        | PalaBam                     | 5.000      |
| Reale Mutua Torino      | Turim          | PalaRuffini                 | 4.500      |
| Tezenis Verona          | Verona         | PalaOlimpia                 | 5.350      |
| UCC Assigeco Piacenza   | Piacenza       | PalaBanca                   | 4.500      |
| Urania Milano           | Milão          | PalaIseo                    |            |
| Withu Bergamo           | Bergamo        | PalaNorda                   | 2.250      |

#### Grupo Vermelho
| Clube                                  | Cidade     | Arena                          | Capacidade |
| -------------------------------------- | ---------- | ------------------------------ | ---------- |
| Allianz Pazienza Cestistica San Severo | San Severo | Palasport Falcone e Borsellino | 2 500      |
| Atlante Eurobasket Roma                | Roma       | Palazzetto dello Sport         | 3.500      |
| Benacquista Assicurazioni Latina       | Latina     | PalaBianchini                  | 2.500      |
| Chieti Basket 1974                     | Chieti     |                                |            |
| GeVi Napoli                            | Nápoles    | PalaBarbuto                    | 5.500      |
| Giorgio Tesi Group Pistoia             | Pistoia    | PalaCarrara                    | 4 000      |
| Givova Scafati                         | Scafati    | PalaMagnano                    | 3.700      |
| NPC Rieti                              | Rieti      | PalaSojourner                  | 3.550      |
| OraSi Ravenna                          | Ravena     | Pala de Andrè                  | 3.200      |
| Stella Azzurra Roma                    | Roma       | PalaCoccia                     | 3 500      |
| Top Secret Ferrara                     | Ferrara    | Pala Hilton Pharma             | 3.504      |
| Tramec Cento                           | Cento      | Pala Ahrcos                    | 1 130      |
| Unieuro Forli                          | Forlì      | Unieuro Arena                  | 6.511      |

|  |                                             |
|  | Promovidos da Serie B na temporada anterior |
|  | Rebaixados da Serie A na temporada anterior |

## Formato
A competição é disputada por 27 equipes divididas em dois torneios distintos de temporada regular, Grupo Verde e Grupo Vermelho, onde as equipes se enfrentam com jogos sendo mandante e visitante, determinando ao término desta as colocações do primeiro ao último colocados. Prevê-se a promoção à Serie A ao vencedor dos playoffs.

## Temporada Regular

### Tabela de Classificação

#### Verde
| Pos. | Clube                   | Pts. | J  | V  | D  | PF    | PC    | Dif. | Classificação |
| ---- | ----------------------- | ---- | -- | -- | -- | ----- | ----- | ---- | ------------- |
| 1    | Reale Mutua Torino      | 36   | 26 | 18 | 8  | 2.117 | 1.836 | 281  | Grupo Branco  |
| 2    | Bertram Tortona         | 34   | 26 | 17 | 9  | 2.005 | 1.797 | 208  | Grupo Branco  |
| 3    | Apu Old Wild West Udine | 32   | 26 | 16 | 10 | 2.003 | 1.993 | 10   | Grupo Branco  |
| 4    | Tezenis Verona          | 30   | 26 | 15 | 11 | 2.101 | 2.036 | 65   | Grupo Amarelo |
| 5    | Urania Milano           | 28   | 26 | 14 | 12 | 1.957 | 1.977 | -20  | Grupo Amarelo |
| 6    | BCC Treviglio           | 26   | 26 | 13 | 13 | 2.132 | 2.171 | -39  | Grupo Amarelo |
| 7    | 2B Control Trapani      | 26   | 26 | 13 | 13 | 1.980 | 2.063 | -83  | Grupo Celeste |
| 8    | UCC Assigeco Piacenza   | 26   | 26 | 13 | 13 | 2.135 | 2.142 | -7   | Grupo Celeste |
| 9    | Staff Mantova           | 24   | 26 | 12 | 14 | 1.959 | 1.985 | -26  | Grupo Celeste |
| 10   | Novipiù JB Monferrato   | 24   | 26 | 12 | 14 | 1.928 | 2.082 | -154 | Grupo Azul    |
| 11   | Orlandina Basket        | 22   | 26 | 11 | 15 | 2.157 | 2.278 | -121 | Grupo Azul    |
| 12   | Agribertocchi Orzinuovi | 20   | 26 | 10 | 16 | 2.129 | 2.168 | -39  | Grupo Azul    |
| 13   | Withu Bergamo           | 18   | 26 | 9  | 17 | 1.964 | 1.974 | -10  | Grupo Preto   |
| 14   | Edilnol Biella          | 18   | 26 | 9  | 17 | 2.143 | 2.208 | -65  | Grupo Preto   |

| Casa\Visitante          | 2BT    | AGR    | APU   | BCC     | BER   | EDI    | NOV    | ORL    | STA    | REA    | TEZ   | UCC   | URA    | WIT   |
| ----------------------- | ------ | ------ | ----- | ------- | ----- | ------ | ------ | ------ | ------ | ------ | ----- | ----- | ------ | ----- |
| 2B Control Trapani      |        | 102-91 | 71-78 | 80-90   | 57-85 | 87-83  | 78-76  | 83-87  | 75-62  | 83-110 | 69-81 | 86-82 | 79-64  | 90-89 |
| Agribertocchi Orzinuovi | 78-71  |        | 76-77 | 108-97  | 63-78 | 93-64  | 74-77  | 92-86  | 67-69  | 71-73  | 93-94 | 92-94 | 57-77  | 79-86 |
| Apu Old Wild West Udine | 66-55  | 72-76  |       | 86-80   | 68-64 | 101-95 | 66-79  | 86-80  | 57-68  | 59-73  | 66-81 | 94-82 | 83-78  | 83-87 |
| BCC Treviglio           | 87-83  | 90-83  | 83-84 |         | 66-84 | 83-95  | 77-88  | 80-85  | 82-71  | 77-66  | 79-69 | 85-93 | 65-76  | 81-71 |
| Bertram Tortona         | 71-72  | 90-82  | 76-58 | 87-69   |       | 65-54  | 83-43  | 93-70  | 74-79  | 70-64  | 87-80 | 63-68 | 68-71  | 62-73 |
| Edilnol Biella          | 71-79  | 87-94  | 84-62 | 113-118 | 83-95 |        | 83-72  | 106-88 | 98-77  | 60-76  | 85-80 | 95-89 | 74-82  | 70-75 |
| Novipiù JB Monferrato   | 74-66  | 71-109 | 74-85 | 87-68   | 65-62 | 82-65  |        | 97-79  | 55-70  | 59-81  | 93-87 | 76-82 | 68-79  | 65-62 |
| Orlandina Basket        | 54-66  | 90-65  | 95-98 | 98-97   | 77-86 | 103-99 | 100-82 |        | 102-98 | 71-72  | 76-83 | 89-86 | 95-93  | 73-72 |
| Staff Mantova           | 75-64  | 102-74 | 81-99 | 67-73   | 72-81 | 92-80  | 90-63  | 81-70  |        | 52-85  | 84-80 | 75-69 | 60-70  | 75-63 |
| Reale Mutua Torino      | 104-72 | 88-63  | 83-74 | 86-92   | 75-71 | 85-90  | 73-77  | 110-76 | 79-59  |        | 91-82 | 88-54 | 85-65  | 72-54 |
| Tezenis Verona          | 88-74  | 85-76  | 69-77 | 73-85   | 68-62 | 77-81  | 64-68  | 98-72  | 89-82  | 82-81  |       | 83-65 | 93-80  | 84-78 |
| UCC Assigeco Piacenza   | 80-84  | 89-96  | 91-80 | 84-91   | 68-75 | 82-74  | 98-76  | 91-87  | 82-70  | 78-82  | 78-71 |       | 96-101 | 88-78 |
| Urania Milano           | 61-73  | 87-99  | 53-67 | 81-61   | 69-79 | 78-72  | 81-77  | 86-72  | 79-72  | 65-63  | 72-75 | 76-87 |        | 78-72 |
| Withu Bergamo           | 75-81  | 72-78  | 59-76 | 73-76   | 67-78 | 93-82  | 104-68 | 78-82  | 70-67  | 71-67  | 82-85 | 75-79 | 85-55  |       |

#### Vermelho
| Pos. | Clube                                  | Pts. | J  | V  | D  | PF    | PC    | Dif. | Classificação |
| ---- | -------------------------------------- | ---- | -- | -- | -- | ----- | ----- | ---- | ------------- |
| 1    | Unieuro Forli                          | 38   | 24 | 19 | 5  | 1.897 | 1.738 | 159  | Grupo Branco  |
| 2    | GeVi Napoli                            | 38   | 24 | 19 | 5  | 1.871 | 1.617 | 254  | Grupo Branco  |
| 3    | Givova Scafati                         | 36   | 24 | 18 | 6  | 1.960 | 1.775 | 185  | Grupo Branco  |
| 4    | Atlante Eurobasket Roma                | 28   | 24 | 14 | 10 | 1.894 | 1.831 | 63   | Grupo Amarelo |
| 5    | Top Secret Ferrara                     | 26   | 24 | 13 | 11 | 1.852 | 1.876 | -24  | Grupo Amarelo |
| 6    | LUX Chieti Basket 1974                 | 24   | 24 | 12 | 12 | 1.768 | 1.804 | -36  | Grupo Amarelo |
| 7    | OraSi Ravenna                          | 24   | 24 | 12 | 12 | 1.834 | 1.796 | 38   | Grupo Celeste |
| 8    | Tramec Cento                           | 22   | 23 | 11 | 12 | 1.666 | 1.695 | -29  | Grupo Celeste |
| 9    | Giorgio Tesi Group Pistoia             | 22   | 24 | 11 | 13 | 1.768 | 1.812 | -44  | Grupo Celeste |
| 10   | Kienergia Rieti                        | 18   | 23 | 9  | 14 | 1.730 | 1.779 | -49  | Grupo Azul    |
| 11   | Benacquista Assicurazioni Latina       | 16   | 24 | 8  | 16 | 1.680 | 1.761 | -81  | Grupo Azul    |
| 12   | Allianz Pazienza Cestistica San Severo | 10   | 24 | 5  | 19 | 1.604 | 1.804 | -200 | Grupo Azul    |
| 13   | Stella Azzurra Roma                    | 8    | 24 | 4  | 20 | 1.690 | 1.926 | -236 | Grupo Preto   |

| Casa\Visitante                         | ALL   | ATL    | BEN   | CHI   | GEV   | GIO   | GIV   | KIE   | ORA   | STE   | TOP   | TRA   | UNI   |
| -------------------------------------- | ----- | ------ | ----- | ----- | ----- | ----- | ----- | ----- | ----- | ----- | ----- | ----- | ----- |
| Allianz Pazienza Cestistica San Severo |       | 53-69  | 66-70 | 63-73 | 71-81 | 74-60 | 59-89 | 64-61 | 81-83 | 70-55 | 70-66 | 70-78 | 85-70 |
| Atlante Eurobasket Roma                | 86-67 |        | 85-73 | 97-98 | 72-83 | 92-86 | 79-80 | 73-61 | 71-61 | 84-63 | 67-68 | 81-75 | 69-80 |
| Benacquista Assicurazioni Latina       | 64-49 | 69-78  |       | 75-66 | 59-69 | 69-77 | 65-72 | 91-72 | 81-67 | 70-66 | 92-64 | 64-74 | 53-70 |
| Chieti Basket 1974                     | 82-65 | 91-95  | 76-68 |       | 58-60 |       | 82-83 | 71-66 | 75-73 | 63-61 | 66-75 | 88-86 | 79-78 |
| GeVi Napoli                            | 76-55 | 80-60  | 90-58 | 90-85 |       | 79-64 | 78-68 | 77-80 | 67-70 |       | 91-63 | 79-59 | 75-69 |
| Giorgio Tesi Group Pistoia             | 68-50 | 70-66  | 81-70 | 86-74 | 51-65 |       | 67-86 | 68-81 | 61-76 | 94-76 | 90-87 | 63-75 | 79-75 |
| Givova Scafati                         | 83-69 | 103-81 | 84-71 | 88-72 | 78-90 | 78-67 |       | 92-72 | 88-91 | 85-65 | 86-83 | 83-69 | 79-60 |
| Kienergia Rieti                        | 70-64 | 82-86  | 82-77 | 77-63 | 74-82 | 71-67 | 79-74 |       | 91-96 | 84-73 | 79-67 | 75-79 | 74-79 |
| OraSi Ravenna                          | 88-70 | 69-75  | 95-76 | 57-62 | 54-69 | 72-74 | 60-80 |       |       | 85-70 | 88-82 | 91-70 | 70-83 |
| Stella Azzurra Roma                    | 71-65 | 74-87  | 72-68 | 68-81 | 74-94 | 72-80 | 79-94 | 81-67 | 60-81 |       | 86-70 | 84-89 | 71-86 |
| Top Secret Ferrara                     | 98-92 | 80-73  | 71-65 | 86-68 | 73-69 | 82-80 | 81-68 | 84-75 | 94-89 | 83-81 |       | 74-59 | 81-85 |
| Tramec Cento                           | 80-60 | 78-85  | 67-70 | 65-50 | 79-74 | 78-91 | 64-74 |       | 60-58 | 83-57 | 78-72 |       | 54-72 |
| Unieuro Forli                          | 83-72 | 87-83  | 68-62 | 70-62 | 89-80 | 81-72 | 92-65 | 88-84 | 83-77 | 90-77 | 79-68 | 80-67 |       |

## Segunda fase

### Grupo Branco
| Pos. | Clube                   | Pts. | J  | V | D | PF  | PC  | Dif. |
| ---- | ----------------------- | ---- | -- | - | - | --- | --- | ---- |
| 1    | GeVi Napoli             | 14   | 10 | 7 | 3 | 757 | 735 | 22   |
| 2    | Reale Mutua Torino      | 12   | 10 | 6 | 4 | 779 | 723 | 56   |
| 3    | Bertram Tortona         | 10   | 10 | 5 | 5 | 726 | 720 | 6    |
| 4    | Apu Old Wild West Udine | 8    | 10 | 4 | 6 | 716 | 751 | -35  |
| 5    | Givova Scafati          | 8    | 10 | 4 | 6 | 767 | 785 | -18  |
| 6    | Unieuro Forli           | 8    | 10 | 4 | 6 | 758 | 789 | -31  |

### Grupo Amarelo
| Pos. | Clube                   | Pts. | J  | V | D | PF  | PC  | Dif. |
| ---- | ----------------------- | ---- | -- | - | - | --- | --- | ---- |
| 7    | Tezenis Verona          | 14   | 10 | 7 | 3 | 811 | 724 | 87   |
| 8    | BCC Treviglio           | 12   | 10 | 6 | 4 | 750 | 700 | 50   |
| 9    | Top Secret Ferrara      | 12   | 10 | 6 | 4 | 799 | 780 | 19   |
| 10   | Urania Milano           | 10   | 10 | 5 | 5 | 784 | 794 | -10  |
| 11   | Atlante Eurobasket Roma | 8    | 10 | 4 | 6 | 765 | 803 | -38  |
| 12   | LUX Chieti Basket 1974  | 4    | 10 | 2 | 8 | 709 | 817 | -108 |

### Grupo Celeste
| Pos. | Clube                      | Pts. | J  | V | D | PF  | PC  | Dif. |
| ---- | -------------------------- | ---- | -- | - | - | --- | --- | ---- |
| 13   | 2B Control Trapani         | 14   | 10 | 7 | 3 | 797 | 761 | 36   |
| 14   | OraSi Ravenna              | 12   | 10 | 6 | 4 | 761 | 714 | 47   |
| 15   | Staff Mantova              | 12   | 10 | 6 | 4 | 740 | 731 | 9    |
| 16   | Giorgio Tesi Group Pistoia | 12   | 10 | 6 | 4 | 809 | 807 | 2    |
| 17   | Tramec Cento               | 8    | 10 | 4 | 6 | 691 | 733 | -42  |
| 18   | UCC Assigeco Piacenza      | 2    | 10 | 1 | 9 | 752 | 804 | -52  |

### Grupo Azul
| Pos. | Clube                                  | Pts. | J  | V | D | PF  | PC  | Dif. |
| ---- | -------------------------------------- | ---- | -- | - | - | --- | --- | ---- |
| 19   | Orlandina Basket                       | 12   | 9  | 6 | 3 | 785 | 713 | 72   |
| 20   | Agribertocchi Orzinuovi                | 12   | 9  | 6 | 3 | 781 | 673 | 108  |
| 21   | Novipiù JB Monferrato                  | 12   | 9  | 6 | 3 | 665 | 667 | -2   |
| 22   | Benacquista Assicurazioni Latina       | 8    | 9  | 4 | 5 | 664 | 700 | -36  |
| 23   | Allianz Pazienza Cestistica San Severo | 6    | 8  | 3 | 5 | 571 | 585 | -14  |
| 24   | Kienergia Rieti                        | 4    | 10 | 2 | 8 | 626 | 754 | -128 |

### Grupo Preto
| Pos. | Clube               | Pts. | J | V | D | PF  | PC  | Dif. |
| ---- | ------------------- | ---- | - | - | - | --- | --- | ---- |
| 25   | Edilnol Biella      | 4    | 4 | 2 | 2 | 324 | 297 | 27   |
| 26   | Stella Azzurra Roma | 4    | 4 | 2 | 2 | 328 | 328 | 0    |
| 27   | Withu Bergamo       | 4    | 4 | 2 | 2 | 296 | 323 | -27  |

## Playouts
| Time 1              | Série | Time 2                                 | 1º Jogo | 2º Jogo  | 3º Jogo | 4º Jogo | 5º Jogo |
| ------------------- | ----- | -------------------------------------- | ------- | -------- | ------- | ------- | ------- |
| Stella Azzurra Roma | 3 - 2 | Allianz Pazienza Cestistica San Severo | 67 - 72 | 92 - 102 | 77 - 65 | 71 - 66 | 74 - 68 |
| Edilnol Biella      | 3 - 1 | Kienergia Rieti                        | 74 - 70 | 75 - 86  | 72 - 60 | 86 - 75 | -       |

## Playoffs

#### Oitavas de final
| Time 1                  | Série | Time 2                     | 1º Jogo | 2º Jogo | 3º Jogo | 4º Jogo | 5º Jogo |
| ----------------------- | ----- | -------------------------- | ------- | ------- | ------- | ------- | ------- |
| GeVi Napoli             | 3 - 0 | Giorgio Tesi Group Pistoia | 92 - 78 | 80 - 70 | 85 - 74 | -       | -       |
| BCC Treviglio           | 2 - 3 | Top Secret Ferrara         | 76 - 72 | 88 - 86 | 70 - 80 | 54 - 69 | 62 - 66 |
| Apu Old Wild West Udine | 3 - 1 | 2B Control Trapani         | 66 - 55 | 65 - 58 | 68 - 72 | 84 - 83 | -       |
| Givova Scafati          | 3 - 1 | LUX Chieti Basket 1974     | 78 - 63 | 97 - 68 | 83 - 86 | 76 - 57 | -       |
| Reale Mutua Torino      | 3 - 0 | Staff Mantova              | 79 - 59 | 84 - 56 | 76 - 69 | -       | -       |
| Tezenis Verona          | 3 - 0 | Urania Milano              | 92 - 63 | 81 - 78 | 67 - 82 | -       | -       |
| Bertram Tortona         | 3 - 2 | OraSi Ravenna              | 83 - 69 | 97 - 98 | 62 - 65 | 76 - 66 | 78 - 76 |
| Unieuro Forli           | 1 - 3 | Atlante Eurobasket Roma    | 81 - 84 | 85 - 62 | 72 - 76 | 65 - 72 | -       |

#### Quartas de final
| Time 1                  | Série | Time 2                  | 1º Jogo | 2º Jogo | 3º Jogo | 4º Jogo | 5º Jogo |
| ----------------------- | ----- | ----------------------- | ------- | ------- | ------- | ------- | ------- |
| GeVi Napoli             | 3 - 0 | Top Secret Ferrara      | 80 - 53 | 78 - 75 | 88 - 79 | -       | -       |
| Apu Old Wild West Udine | 3 - 2 | Givova Scafati          | 96 - 91 | 85 - 79 | 70 - 93 | 79 - 82 | 73 - 70 |
| Reale Mutua Torino      | 3 - 0 | Tezenis Verona          | 95 - 83 | 69 - 51 | 61 - 56 | -       | -       |
| Bertram Tortona         | 3 - 1 | Atlante Eurobasket Roma | 67 - 66 | 80 - 85 | 80 - 78 | 70 - 69 | -       |

#### Semifinal
| Time 1             | Série | Time 2                  | 1º Jogo | 2º Jogo | 3º Jogo | 4º Jogo | 5º Jogo |
| ------------------ | ----- | ----------------------- | ------- | ------- | ------- | ------- | ------- |
| GeVi Napoli        | 3 - 1 | Apu Old Wild West Udine | 72 - 56 | 57 - 53 | 61 - 71 | 77 - 67 |         |
| Reale Mutua Torino | 2 - 3 | Bertram Tortona         | 64 - 60 | 77 - 89 | 86 - 56 | 77 - 78 | 74 - 75 |

#### Final
| Time 1 | Série | Time 2 | 1º Jogo | 2º Jogo | 3º Jogo | 4º Jogo | 5º Jogo |
| ------ | ----- | ------ | ------- | ------- | ------- | ------- | ------- |
|        | -     |        |         |         |         |         |         |

## Artigos relacionados
- Serie A
- Serie B
- Seleção Italiana de Basquetebol

## Promoção e rebaixamentos

### Promoção
- GeVi Napoli
- Bertram Tortona

### Rebaixamento
- Withu Bergamo
- Allianz Pazienza Cestistica San Severo
- Kienergia Rieti